# EUNSA
EUNSA (acrónimo de Ediciones Universidad de Navarra, Sociedad Anónima) es una editorial de la Universidad de Navarra fundada en 1967.
Se trata de una editorial científica, académica y técnica. Su catálogo cuenta con más de 2000 títulos vivos en papel y 1000 en formato digital.
Las materias de su especialidad se centran principalmente en geografía e historia de España, de América, lingüística y literatura hispanoamericana, abarcando otros campos como filosofía, teología, derecho, pedagogía, ciencias de la salud o economía y empresa, así como arquitectura e ingeniería.